# NGC 1531
NGC 1531 је елиптична галаксија у сазвежђу Еридан која се налази на NGC листи објеката дубоког неба.
Деклинација објекта је - 32° 51' 3" а ректасцензија 4h 11m 59,1s. Привидна величина (магнитуда) објекта NGC 1531 износи 11,7 а фотографска магнитуда 12,7. Налази се на удаљености од 13,0000 милиона парсека од Сунца. NGC 1531 је још познат и под ознакама ESO 359-26, MCG -5-11-1, AM 0410-325, PGC 14635.